# Delhi

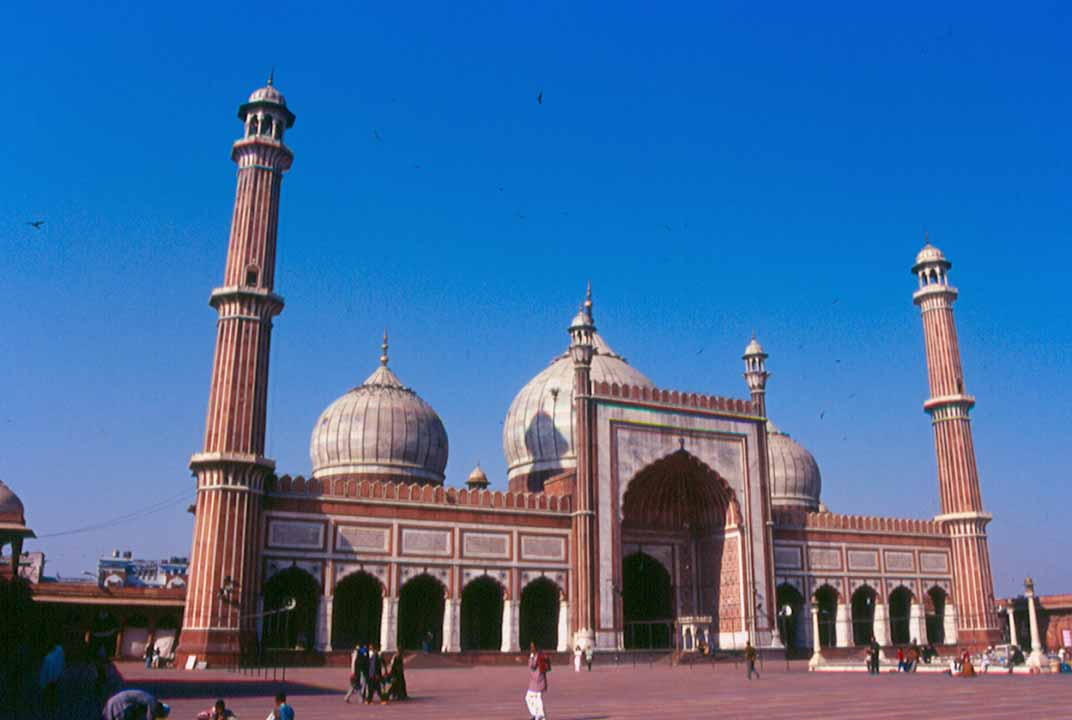
Jama Masjid, la mayor mezquita de la India, fue mandada construir por el mismo emperador que mandó construir el Taj Mahal.

Delhi (hindi: दिल्ली Dillī [ˈdɪl.liː], urdu: دیلی [ˈdeɦliː]), oficialmente el Territorio de la Capital Nacional de Delhi, es un estado de la India. Contiene la ciudad de Nueva Delhi, la cual ha dejado de ser un área urbana distinguible pero contiene la mayoría de las instituciones administrativas del gobierno nacional y es considerada formalmente la capital.
El territorio de Delhi abarca 1483 km² y según el censo del 1 de marzo de 2001 tenía 13 850 507 habitantes (9 420 644 según el anterior, de 1991). La proyección media de su población para enero de 2009 (de acuerdo con esos mismos datos) ya lo ubicaba en torno a los 18 740 000. La ciudad propiamente dicha pasó de los 7 206 704 del recuento oficial de 1991 a los 9 817 439 de 2001. Para comienzos de 2009, siguiendo la misma serie censal, se la estima en unos 12 500 000. La aglomeración urbana, por su parte, tenía 8 419 084 habitantes en 1991 y 12 791 458 en 2001. La estimación para principios de 2009 era de 17,75 millones, en 2024 el área metropolitana de Delhi contaba con 33,8 millones (siendo la tercera ciudad más poblada del mundo tras Tokyo y Mumbai). Esto la ubica solo por debajo de Bombay entre las grandes urbes indias, y hace de ella la 7.ª ciudad más poblada del mundo. Los idiomas principales son el hindi, el urdú, el punjabi y el inglés.

## Etimología
La etimología e idiomas del término "Delhi" son inciertas y cuentan con varias teorías. La más extendida es que el término es un epónimo de Dhillu o Dilu, un rey del Imperio mauria, que construyó la ciudad en el año 50 a. C., dándole su propio nombre. La palabra hindi/prácrito dhili ("suelto") fue utilizada por los Tomaras para referirse a la ciudad porque el pilar de hierro construido por Raja Dhava tuvo un cimiento débil y tuvo que ser reemplazado. Las monedas en circulación en la región bajo los Tomaras se denominó dehliwal. Otros historiadores creen que el término se deriva de Dilli, un deterioro de dehlīz (en persa: دهليز‎) o dehali (en sánscrito: देहली) —ambos términos significan 'umbral' o 'portón'— y símbolo de la ciudad como salida a la llanura Gangética. Otra teoría sugiere que el nombre original de la ciudad era Dhillika.
La escritura Delhi, con una H después de la L, es una alteración del nombre en urdu de la ciudad (دہلی, Dehli).

## Historia
La importancia histórica de Delhi proviene de su situación estratégica en el norte de la India. Situada entre las colinas Aravalli y el río Yamuna, su posición facilitó que controlara las rutas comerciales que circulaban desde el noroeste hasta las llanuras del Ganges. 
La primera referencia a la ciudad aparece en el Mahábharata. Este texto sitúa en la localización de la actual Delhi la mítica ciudad de Indraprastha, capital de los Pándavas. Según el Mahabharata, Delhi sería una de las ciudades más antiguas del mundo, ya que su historia se remontaría a más de 3000 años.
Los hallazgos arqueológicos más antiguos encontrados en la zona son del periodo del Imperio mauria, alrededor del año 300 a. C.; desde entonces, la zona ha estado siempre poblada. Un total de ocho ciudades importantes en la historia han ocupado la zona de la actual Delhi. Las cuatro ciudades principales estuvieron situadas en la zona sur de la actual ciudad. 
Aún se pueden encontrar restos de esas ciudades en la zona. En suma, las ciudades que allí se alzaban eran, sucesivamente:
1. Qila Rai Pitora, construida por Prithviraj III cerca del antiguo asentamiento de Lal-Kot.
2. Siri, construida por Muhammad Khilji en 1303.
3. Tughluqabad, construida entre 1321 y 1325.
4. Jahanpanah, construida por Muhammad bin Tughluq (1325-1351).
5. Kotla Firoz Shah, construida por Firuz Shah Tughluq (1351-1388).
6. Purana Qila, construida por Sher Shah Suri, y Dinpanah construida por Humayun, ambas situadas cerca del lugar en el que se situaba la legendaria Indraprasha.
7. Shahjahanabad, construida por Shah Jahan entre 1638 y 1649. La ciudad incluía el Fuerte Rojo y se construyó al pasar la capital del Imperio mogol de Agra a Delhi.

El general Cunningham, siguiendo a Ferishta, el historiador persa, atribuye la fundación de Delhi a Mana Dilu el último soberano de la dinastía Maurya, sucesores de los Gautama de Indraprastha. Pero la primera información contrastable se encuentra al pilar de hierro de Mana Dhava, construido en los siglos III o IV: un pilar de hierro firmemente plantado a la tierra (sólo la mitad está a la vista) con una inscripción en sànscrit que refiere la historia de su propio origen; descifrada por James Prinsep, resulta que conmemoraba la victoria de Mana Dhava con la cual "había obtenido la soberanía en toda la tierra". 
Cunningham data la inscripción en 319 aproximadamente y piensa que la victoria del mana sería sobre la dinastía gupta de Kanauj. La tradición no obstante atribuye el pilar a Anang Pal, fundador de la dinasta tuar, tunwar o tomar (que se fundó en el siglo VIII) por consejo de un sabio braman; el nombre Delhi derivaría de dhila porque el pilar quedó perdido al fondo (dhila) de la tierra; evidentemente la tradición popular no tiene ningún tipo de fundamento y el nombre Delhi ya existía bastante antes.

### DelsigloVIIIalsigloXVI
Según Cunningham no obstante, Delhi había caído en ruinas hacía algunos siglos y en 736 fue restaurada por Anang Pal que la convirtió en su capital aunque más tarde la capital de los tomar fue a Kanauj donde fueron expulsados seguramente en mitad del siglo XI por Chandra Deva el primero de los rajes rathors y el rey tomar que gobernaba entonces, Anang Pal II, se retiró en Delhi que quedó restaurada como capital, y la embelleció y rodear de una masiva línea de fortificaciones las ruinas de las cuales todavía existen en algún punto. La fecha de esta restauración quedó grabada en el viejo pilar de Mana Dhava, el 1052 (donde dice: "En sambat 1109 -equivalente a 1052-, Anang Pal pobló Dilli"). 
Un siglo después bajo Anang Pal III, el tercero tomar de este nombre y último de la dinastía, Delhi cayó en manos de Visaldeva o Bisaldeo, mana chauhan de Ajmer; el vencedor permitió a Anang Pal conservar el poder como vasallo y se celebró un matrimonio que enlazó las dos familias y del que nació Prithvi Mana el último campeón hindú de la independencia, que heredó los reinos de tomares y chauhanes. Prithvi reforzó las defensas de la ciudad y construyó la fortaleza de Balsa Pithora y una muralla exterior rodeando las murallas de Anang Pal, y las ruinas de la cual todavía son visibles un buen trozo.
En 703, la dinastía de los Tomara fundó la ciudad de Lal-Kot, cerca del actual Qutab Minar. La ciudad había sido conquistada por los reyes de la dinastía Chauhan en 1180, y renombrada Qila Rai Pithora. En 1192, el rey de los Chauhan, Prithviraj III, fue derrotado por el ejército afgano de Muhammad Ghori. A partir de 1206, Delhi se convirtió en la capital del sultanato de Delhi. Muizz al-Din Muhammad aconteció sultán gúrida en 1203 y dejó a Àybak el virreinato del India. Cuando murió en 1206, Qutb-ud-din Aybak, primer sultán quedó independiente y fundó la primera dinastía esclava o mameluca. Àybak construyó varios edificios entre los cuales la mezquita (acabada en 1196) y ampliada bajo su hijo Shams ad-Din Iltutmish al-Kutbi ibn Yalam Khan (1210/1211-1236) el rey más importante de la alcurnia. Aybak inició la construcción del Qutab Minar para celebrar sus victorias, pero murió antes de verlo completado. Otra edificio destacado de Àybak fue Qutb Minar (74 metros de altura, pero hundido en el terremoto de 1803). En este periodo gobernó la reina (begum) Raziya o Radiyya, que recibió de sus súbditos el título masculino de sultán y fue la primera y única mujer que gobernó el soldanato (1235-1240).
La segunda dinastía esclava o dinastía khalji se inició con Djalal al-Din Firuz Shah Khalji (1290-1296) y llegó a la cumbre con su sobrino Ala al-Din Muhammad Shah I Khalji (1296-1316); este hizo construir (1311) un espléndido minarete que no acabó. Rechazó por dos veces a los ejércitos mongoles que venían del Asia Central. La dinastía acabó en medio de la anarquía y la usurpación de Nasr al-Din Khusraw Khan Barwari (1320) que dio a la dinastía tughlúquida iniciada con Ghiyath al-Din Tughluk Shah I (1320-1325). Este fundó una nueva capital, Tughlakabad, a unos 7 km al este, donde todavía hay los restos, y que no consiguió prosperar; su hijo Muhammad Shah II Tughluk (1325-1351) decidió en 1338 trasladar la capital a Deogiri (Devagiri), que cambió de nombre en Daulatabad, e hizo trasladar a toda la población entera de Delhi, y aunque la ciudad prosperó con el tiempo, el problema del agua hacía difícil servir como gran capital, y finalmente quedó en manos de los amires turcos rebeldes que fundaron la dinastía bahmaní. Firuz Shah Tughluk (1351-1388) tuvo capital en Delhi pero fundó una nueva capital junto a la ciudad a la que denominó Firozabad; cerca de las ruinas del palacio y hay uno de los famosos pilares erigidos por Asoka el siglo III, un monolito de 13 metros conocido como Firuz Shah Lat (Pilar de Firuz Shah) con una notable inscripción pali.
En 1398 en el reinado de Nasir al-Din Mahmud Shah III Tughluk (1395-1399) llegó a Delhi el conquistador Tamerlán; el rey huyó al Guyarat, y el ejército fue derrotado ante los muros de la ciudad. Tamerlán entró en Delhi que fue saqueada durante cinco días y se llenó de cadáveres. Cuando los timúridas se fueron se llevaron numerosos esclavos, hombres y mujeres. Durante dos meses no hubo en Delhi ningún gobierno hasta que Mahmud Shah III Tughluk pudo recuperar algunas zonas de su antiguo dominio. Después de años de anarquía, el sultán murió en 1412 y después de Dawlat Khan Lodi (1413-1414) subieron al poder en Delhi los sayyids que dominaron la ciudad y un principado en un territorio cercano hasta en 1452. Los Lodi se establecieron en Agria pero finalmente en 1452 Bahlul Shah Lodi (1452-1489) se estableció otra vez en la ciudad.
En 1526, el emperador Babur fundó la dinastía de los mogoles, que gobernó la India desde Delhi hasta Agra o Lahore.

### DelsigloXVIalsigloXIX

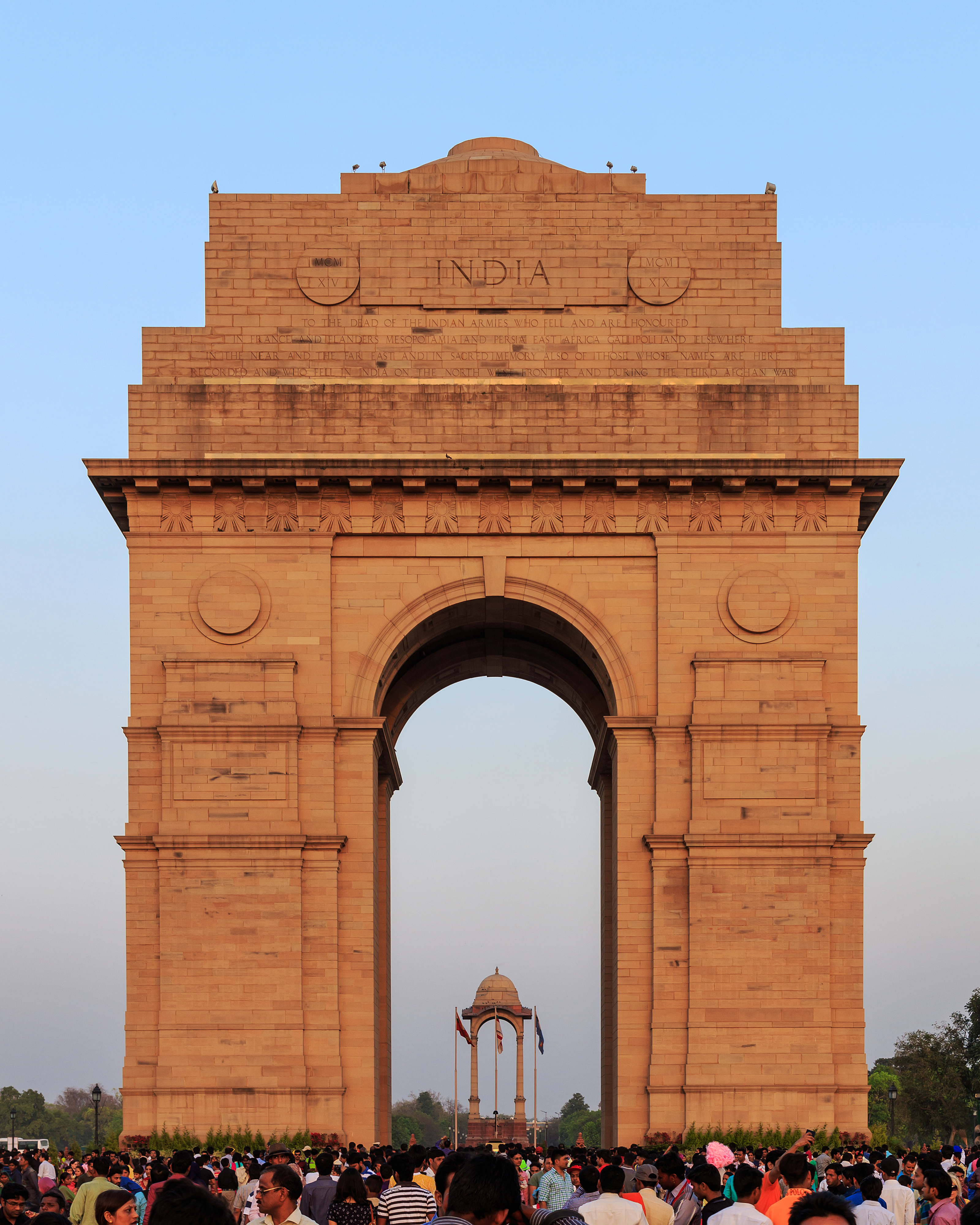
La Puerta de la India, en memoria de los caídos en la Primera Guerra Mundial.

A mediados del siglo XVI se produjo una interrupción en el reinado de los mogoles, al derrotar Sher Shah Suri a Humayun, que se vio obligado a huir a Afganistán y Persia. Sher Shah Suri construyó la sexta ciudad y el antiguo fuerte, conocido con el nombre de Purana Qila. Tras la muerte de Sher Shah Suri, Humayun retomó el poder. El tercer emperador mogol Akbar trasladó la capital del imperio a Agra, lo que derivó en una progresiva decadencia de la ciudad de Delhi.
A mediados del siglo XVII, el emperador Shah Jahan construyó la ciudad de Shahjahanabad, séptima de las ciudades, que corresponde a lo que en la actualidad conocemos como “Delhi antigua”. La ciudad contenía un importante número de monumentos como el Fuerte Rojo (Lal Qila) y la mezquita conocida como Jama Masjid. La vieja ciudad sirvió de capital del postrero imperio mogol, desde 1638 en adelante, cuando Aurangzeb se coronó a sí mismo emperador en el jardín de Shalimar de Delhi en 1658. 
Delhi quedó bajo control británico tras la primera guerra de la independencia india; el último emperador mogol, Bahadur Shah II, se exilió a Yangôn y los territorios mogoles fueron anexionados como provincia a la India británica. Nuevamente Delhi dejó de ser la capital, ya que los británicos dieron esa condición a Calcuta. Algunas zonas de la vieja ciudad fueron derruidas para crear Nueva Delhi, un barrio monumental diseñado por el arquitecto Edwin Lutyens para albergar los edificios del gobierno. El maratha Holkar de Indore atacó Delhi en 1804 sin éxito, puesto que el coronel (después Sir) David Ochterlony, el primer residente británico, resistió durante 8 días hasta que Lord Lake fue en su ayuda. El territorio fue administrado por los británicos en nombre del emperador que de hecho sólo tenía jurisdicción sobre el palacio. Durante medio siglo ningún acontecimiento de mayor importancia sucedió en Delhi. En 1850 se creó la municipalidad.
En 1857 estalló la rebelión de los sipais. La revuelta se inició en Meerut el 10 de mayo pero el 11 los amotinados habían cruzado el Yumna y estaban ante Delhi. El comandante de la guardia, el comisionado y el colector se retiraron con los suyos hacia la puerta llamada de Lahore donde fueron aniquilados por los solevados. La población se giró contra los residentes europeos y fueron muertos y sus propiedades saqueadas. A las 8 de la mañana los rebeldes dominaban toda la ciudad excepto el cuartel de la guardia y los almacenes; las noticias de estos hechos llegaron al quarter militar que era a unos kilómetros de la ciudad; pero de los tres regimientos de infantería y uno de artillería, el 54 de infantería pronto se mostró al lado del motín y finalmente eliminaron a algunos oficiales europeos; los otros dos regimientos y el de artillería permanecieron preparados todo el día y se los unieron los que podían escapar de la ciudad; el almacén de la ciudad con todas las municiones, fue defendido por el teniente Willoughby con 8 otros europeos y cuando la defensa fue imposible lo hicieron estallar y cinco defensores murieron a la explosión mientras dos pudieron llegar al cuartel de la guardia y otros dos pudieron huir hacia la carretera de Meerut. 
Todo el día se esperó la llegada de tropas británicas desde Meerut pero estas no se presentaron y los militares nativos el día siguiente se unieron a los rebeldes y masacraron a sus oficiales y parientes. Por la noche ya no quedaba ningún resto de autoridad británica. 50 europeos refugiados al palacio en Delhi acabaron masacrados a la cabeza de 60 días. Se decretó la restauración de la soberanía del Imperio Mogol.
El 8 de junio de 1857 las fuerzas británicas entregaron la batalla de Badli-ka-Sarai, y empujaron a los amotinados acampando en las afueras de la ciudad. El asedio duró tres meses y lo 8 de septiembre empezó a disparar la artillería y se preparó el asalto. El día 14 las fuerzas británicas avanzaron hacia las puertas y fueron ocupando posiciones después de dura lucha. El día 20 el palacio y parte de la ciudad fue evacuada por los amotinados y Delhi volvió virtualmente a manos de los británicos. El emperador y su familia se refugiaron a la tumba del emperador Humayun y se rindieron el día 21. Juzgado militarmente fue declarado culpable de rebelión pero de acuerdo con los términos de la rendición sólo fue condenado a destierro perpetuo (murió en Rangún el 7 de octubre de 1762). Los rebeldes capturados fueron ejecutados, así como muchos civiles. Sólo en el distrito de Kucha Chela se disparó a unos 1.400 civiles. Los que sobrevivieron fueron llevados al campo y abandonados a su suerte. Delhi quedó bajo ocupación militar y debido de a los asesinatos de soldados y oficiales británicos fue necesario hacer salir a la población hasta que asegurada la posición pudieron devolver los hindúes pero los musulmanes tuvieron que restar fuera hasta que se restableció la administración civil el 11 de enero de 1858. La ciudad se limpió y a la cabeza de pocos meses casi nada recordaba los incidentes. El 1 de enero de 1877 fue escenario de la proclamación imperial de la reina de Inglaterra como emperatriz de la India.

## Clima
Delhi tiene un clima subtropical semiárido, con grandes variaciones de temperatura entre el verano y el invierno. El verano largo y muy duro se extiende desde principios de abril hasta octubre. Durante este periodo se produce la estación de las lluvias. Las temperaturas extremas registradas en la ciudad pueden llegar a los –2 °C en invierno y hasta los 47 °C en verano. En esta estación las máximas casi siempre superan los 40 °C. 
La cantidad de lluvia anual es de unos 67 cm. Las precipitaciones se producen en los meses de julio y agosto durante el monzón. Tradicionalmente, se supone que el monzón llega a Delhi cada año el día 21 de junio.
Junio y julio son los meses más lluviosos, octubre y noviembre los menos lluviosos.
En 2019, Delhi tuvo su día decembrino más frío desde 1901, un reverso del elevado junio del mismo año.
| Parámetros climáticos promedio de Delhi | Parámetros climáticos promedio de Delhi | Parámetros climáticos promedio de Delhi | Parámetros climáticos promedio de Delhi | Parámetros climáticos promedio de Delhi | Parámetros climáticos promedio de Delhi | Parámetros climáticos promedio de Delhi | Parámetros climáticos promedio de Delhi | Parámetros climáticos promedio de Delhi | Parámetros climáticos promedio de Delhi | Parámetros climáticos promedio de Delhi | Parámetros climáticos promedio de Delhi | Parámetros climáticos promedio de Delhi | Parámetros climáticos promedio de Delhi |
| Mes                                     | Ene.                                    | Feb.                                    | Mar.                                    | Abr.                                    | May.                                    | Jun.                                    | Jul.                                    | Ago.                                    | Sep.                                    | Oct.                                    | Nov.                                    | Dic.                                    | Anual                                   |
| --------------------------------------- | --------------------------------------- | --------------------------------------- | --------------------------------------- | --------------------------------------- | --------------------------------------- | --------------------------------------- | --------------------------------------- | --------------------------------------- | --------------------------------------- | --------------------------------------- | --------------------------------------- | --------------------------------------- | --------------------------------------- |
| Temp. máx. abs. (°C)                    | 30.0                                    | 34.1                                    | 40.6                                    | 45.6                                    | 47.2                                    | 46.7                                    | 45.0                                    | 42.0                                    | 40.6                                    | 39.4                                    | 36.1                                    | 29.3                                    | 47.2                                    |
| Temp. máx. media (°C)                   | 21.0                                    | 23.5                                    | 29.2                                    | 36.0                                    | 39.2                                    | 38.8                                    | 34.7                                    | 33.6                                    | 34.2                                    | 33.0                                    | 28.3                                    | 22.9                                    | 31.2                                    |
| Temp. media (°C)                        | 14.3                                    | 16.8                                    | 22.2                                    | 28.8                                    | 32.5                                    | 33.3                                    | 30.7                                    | 29.9                                    | 29.4                                    | 26.3                                    | 20.7                                    | 15.7                                    | 25.1                                    |
| Temp. mín. media (°C)                   | 7.6                                     | 10.1                                    | 15.3                                    | 21.6                                    | 25.9                                    | 27.8                                    | 26.8                                    | 26.3                                    | 24.7                                    | 19.6                                    | 13.2                                    | 8.5                                     | 19                                      |
| Temp. mín. abs. (°C)                    | -0.6                                    | 1.6                                     | 4.4                                     | 10.7                                    | 15.2                                    | 18.9                                    | 20.3                                    | 20.7                                    | 17.3                                    | 9.4                                     | 3.9                                     | -6.7                                    | -6.7                                    |
| Precipitación total (mm)                | 18                                      | 23                                      | 26                                      | 23                                      | 25                                      | 77                                      | 187                                     | 154                                     | 117                                     | 5                                       | 7                                       | 13                                      | 675                                     |
| Fuente: 9 de agosto de 2003             |                                         |                                         |                                         |                                         |                                         |                                         |                                         |                                         |                                         |                                         |                                         |                                         |                                         |

## Medio ambiente
El territorio de Delhi es el más contaminado del mundo, según un informe de 2020 de la organización IQAir, debido a sus fábricas, al tráfico rodado y a las hogueras agrícolas que se encienden cada invierno.

## Economía
En paralelo con el notable despegue de la economía india, con un producto doméstico de 830 850 millones de rupias indias, en el año fiscal 2004-2005 (unos 14.500 millones de euros), Delhi ocupa un puesto preponderante en el comercio surasiático. La renta media de sus habitantes es de 53.976 rupias, una vez y media más alta que la nacional. Según datos de 2001, el sector terciario aporta el 70,95% del producto doméstico, el secundario el 25,20% y el primario el 3,85%. El 32,82% de la población activa de Delhi son asalariados, lo que supondría un aumento del 52,52% entre 1991 y 2001. La tasa de desempleo en Delhi bajó del 12,27% en 2000 al 4,63% en 2003. El número de empleados de los sectores público y semipúblico era de 620.000 en 2001.
El sector de servicios pasa por un crecimiento exponencial, debido al gran número de hablantes de inglés cualificados, lo que atrae a bastantes multinacionales de tecnologías de la información, telecomunicaciones, hoteles, bancos, turismo, etcétera.
La industria de Delhi también crece: numerosas empresas que manufacturan bienes de consumo han establecido unidades de producción o incluso su casa matriz en Delhi. El volumen de mercado de consumo de Delhi, unido a la facilidad con que es posible encontrar personal cualificado, atrae cada vez más inversores extranjeros. En 2001, el sector de la industria empleaba a 1,44 millón de personas, repartidas en 129 000 fábricas. Construcción, energía, telecomunicaciones, salud, servicios y bienes inmuebles son los sectores más dinámicos de la economía de Delhi. El comercio al por menor es uno de los sectores que crecen más rápidamente en la India.

## Gobierno y política

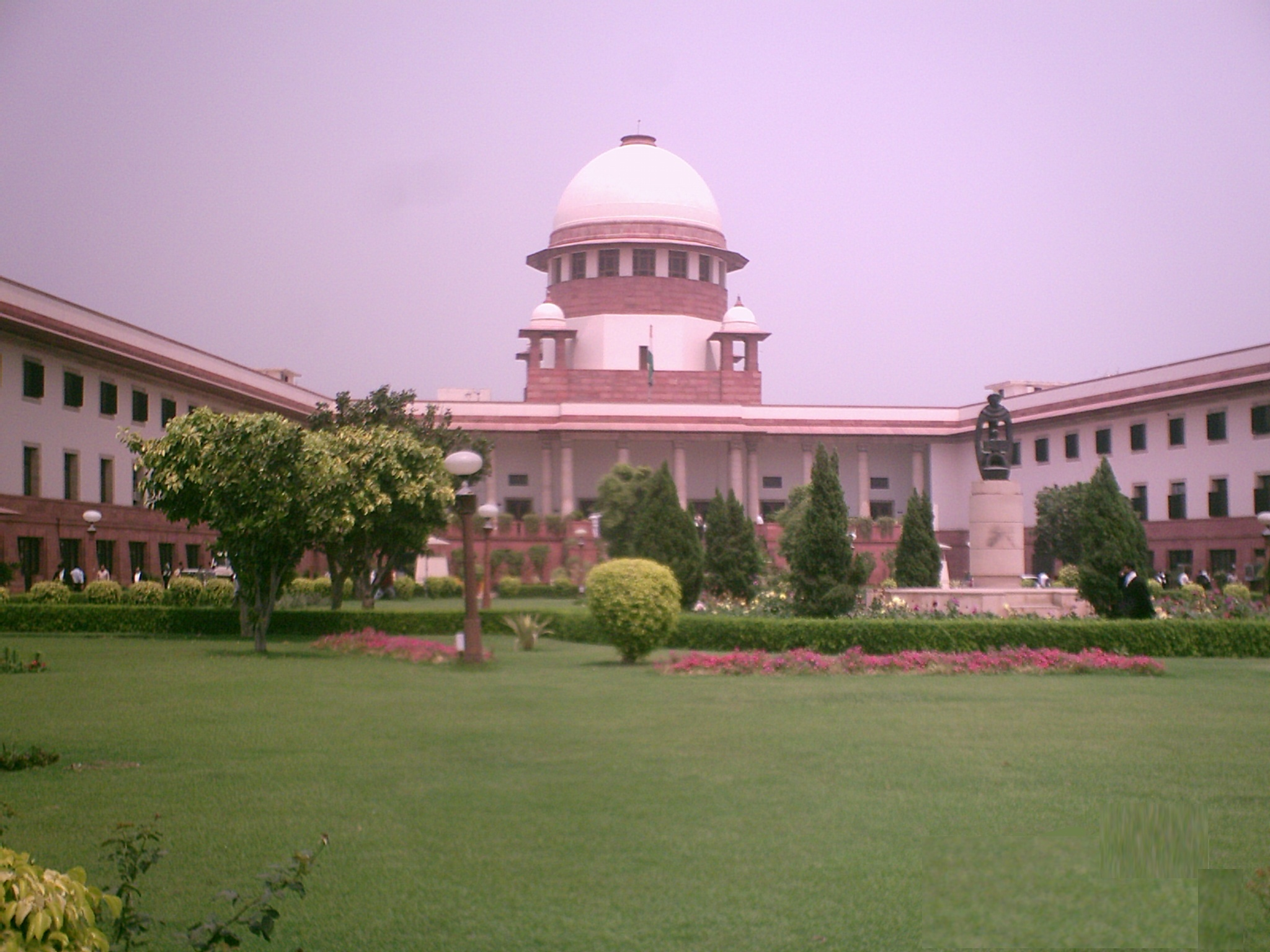
Tribunal Supremo, la más alta instancia judicial del país

Anteriormente conocido como una unión territorial especial, el territorio de la Capital Nacional de Delhi dispone de una asamblea legislativa, teniente gobernador, Consejo de Ministros y primer ministro. Los escaños de la asamblea legislativa se llenan por elección directa de las circunscripciones territoriales. Sin embargo, el gobierno de la India y el gobierno de Nueva Delhi administran conjuntamente Nueva Delhi, la capital de Delhi.
Servicios como el transporte y otros son atendidos por el gobierno de Delhi, los servicios como la policía está bajo control directo del Gobierno Central. La Asamblea Legislativa fue restablecida en 1993 por primera vez desde 1956; en el periodo intermedio estuvo en cargo directo del gobierno federal. Además, la Corporación Municipal de Delhi (MCD) se encarga de la administración civil de la ciudad como parte de la Ley de Panchayati Raj. Nueva Delhi, una zona urbana de Delhi, es la sede tanto del Gobierno del Estado de Delhi y del Gobierno de la India. El Parlamento de la India, el Rashtrapati Bhavan (Palacio Presidencial), Secretaría del Gabinete y la Corte Suprema de la India se encuentran en Nueva Delhi. Hay 70 distritos electorales y siete Lok Sabha (cámara baja del Parlamento indio) distritos electorales en Delhi.
Delhi fue un bastión tradicional del Congreso Nacional Indio, también conocido como el Partido del Congreso. En la década de 1990, el Partido Bharatiya Janata (BJP), bajo la dirección de Madan Lal Khurana llegó al poder, pero, en 1998, el Congreso recuperó el poder con Sheila Dikshit, el primer ministro en ejercicio.

## Demografía
Muchos grupos étnicos y culturales son representados en Delhi, el que hace una ciudad cosmopolita. Sede del poder político y centro de comercio, la ciudad atrae los trabajadores de todas las regiones de la India, aumentando así la diversidad. Siendo un centro diplomático, representado con embajadas de 160 países, Delhi tiene igualmente una gran población expatriada.
Según el último padrón que databa de 2001, la población de Delhi era de 13 782 976. La densidad de población correspondiente era de 9294 personas por km², con una relación de sexo de 821 mujeres para 1000 hombres, y una tasa de alfabetización de un 81,8%. En 2003, la población del territorio nacional de Delhi se consideraba que era de 14,1 millones de personas, atribuyéndose la plaza de segunda mayor zona metropolitana en la India después de Mumbai. Esta cifra incluida las 295 000 personas que viven en Nueva Delhi y los 125 000 de la cercanía de Delhi. En 2004, la población considerada había aumentado hasta 15 279 000. El mismo año, los índices de natalidad, de mortalidad y de mortalidad infantil eran respectivamente de 20,0, 5,6 y 13,1 para 1000 habitantes. Según un estudio de 1999-2000, el número de personas que vivía bajo el umbral de pobreza en Delhi era de 1 149 000 (es decir un 8,23% de la población total). En 2001, la población de Delhi había aumentado de 275 000 basándose en la migración además del aumento de 215 000 debido al crecimiento normal de la población. La tasa elevada del número de emigrantes hace que la tasa de crecimiento Delhi sea una de las más rápidas al mundo. Se predijo que en 2015, fuese la tercera mayor aglomeración en el mundo después de Tokio y Mumbai.
El hinduismo es la religión de un 82% de la población de Delhi. Hay igualmente grandes comunidades de musulmanes (11,7%), sikhs (4,0%), jainistas (1,1%) y cristianos (0,9%) en la ciudad, así como otras minorías se incluyen los budistas y los judíos. El hindi es la lengua principal de la ciudad. Las otras lenguas corrientemente habladas en la ciudad son el panjabi, el urdú y el inglés. El inglés es una de las dos lenguas oficiales con el hindi, y el panjabi y el urdú son lenguas oficiales secundarias. Los grupos lingüísticos de toda la India son muy representados en la ciudad; entre ellos podemos anotar el maithili, tamil, kanara, telugu, bengalí y Marathi. Los panjabis, gujars y jats son las tres mayores comunidades étnicas en la ciudad.
Eb 2005, Delhi ha obtenido el porcentaje más elevado (16,2%) de los crímenes entre las 35 ciudades en la India de las cuales la población supera un millón de habitantes. La ciudad tiene igualmente las tasas más altas del país en cuanto a violencia contra las mujeres (27,6 comparados a la tasa mediana nacional de 14,1 para 100 000) y contra los niños (6,5 comparados a la media nacional de 1,4 para 100 000).
| Año  | Población |
| ---- | --------- |
| 1820 | 100 000   |
| 1865 | 152 400   |
| 1871 | 154 400   |
| 1881 | 173 400   |
| 1891 | 192 600   |
| 1901 | 214 115   |
| 1911 | 237 944   |
| 1921 | 304 420   |
| 1931 | 447 442   |

| Año  | Población  |
| ---- | ---------- |
| 1941 | 521 800    |
| 1951 | 914 800    |
| 1961 | 2 061 800  |
| 1971 | 3 694 500  |
| 1981 | 4 865 100  |
| 1991 | 7 206 704  |
| 2001 | 9 817 439  |
| 2008 | 11 954 217 |

## Transporte
Carretera
La ciudad de Delhi tiene servicio de autobuses, tanto municipales como privados. Cuenta con uno de los mejores sistemas de autobuses de todo el país. El tráfico en vehículos privados es bastante conflictivo, ya que Delhi es la ciudad con mayor número de vehículos por habitante de toda la India.
Tren
Delhi fue diseñada para tener una gran conectividad por ferrocarril. Existen numerosas estaciones, que comunican los principales puntos de la ciudad y los suburbios.
Aeropuerto
Para vuelos internacionales la ciudad dispone del Aeropuerto Internacional Indira Gandhi, situado en la zona suroeste de la ciudad. Para vuelos nacionales cuenta con el aeropuerto nacional de Delhi.
Transporte público
El crecimiento del coche privado ha provocado la reducción de la red de autobuses de Delhi, que se ha reducido en unas 100 rutas entre 2009 y 2021. La flota de la Corporación de Transporte de Delhi, de propiedad estatal, ha disminuido casi un 50% en diez años. Sin embargo, existe una relación directa entre la escasa inversión en transporte público y el empeoramiento de la contaminación atmosférica en la capital, según los expertos en contaminación atmosférica.

## Lugares de interés en Delhi
- El Fuerte rojo
- La Puerta de la India

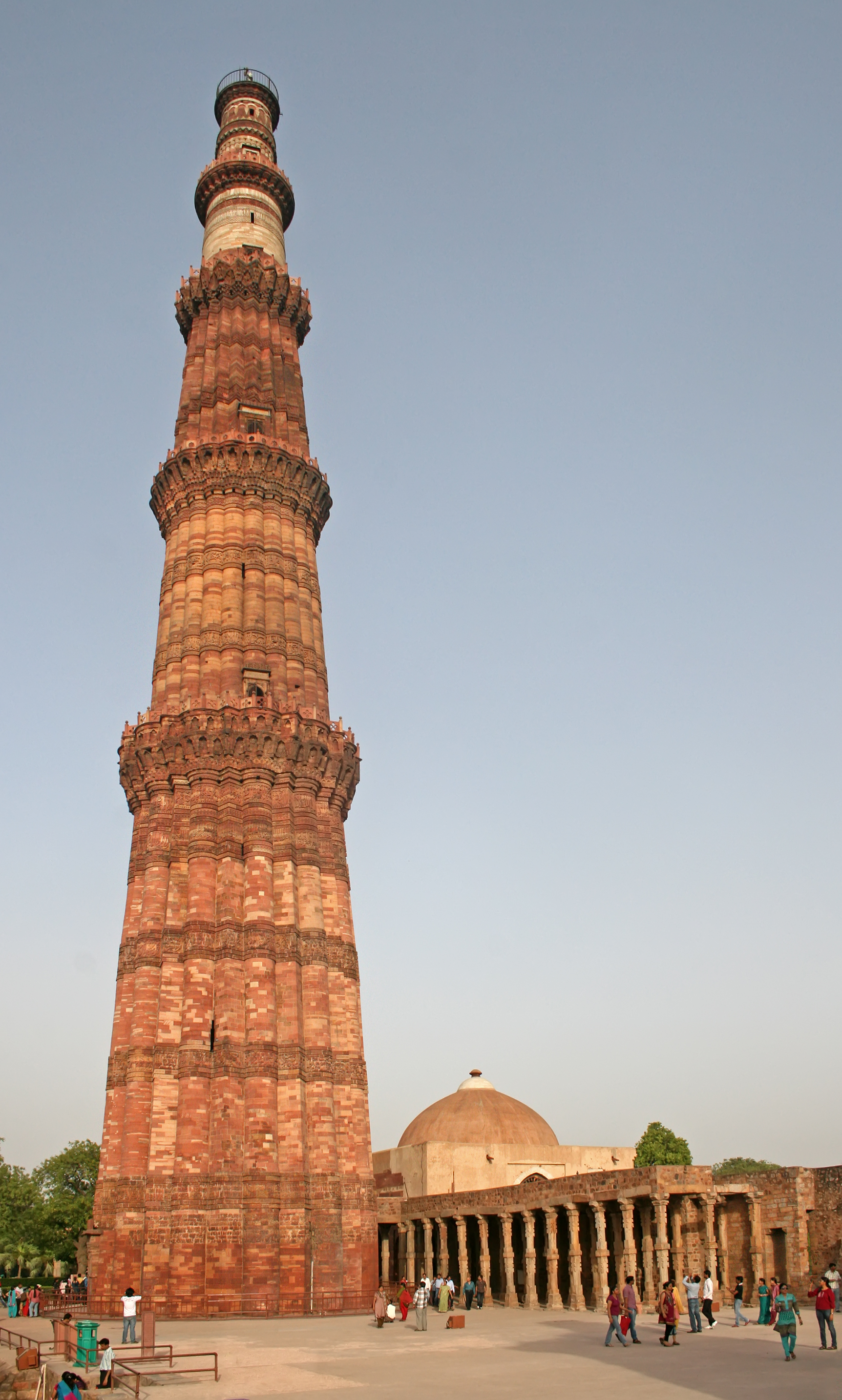
El Minarete de Qutab es el más alto del mundo.

- El templo de Gurdwara Bangla Sahib
- La tumba de Humayun
- La mezquita Jama Masjid
- El complejo Qutb que incluye el Qutab Minar